# Flagelación de Cristo en la columna

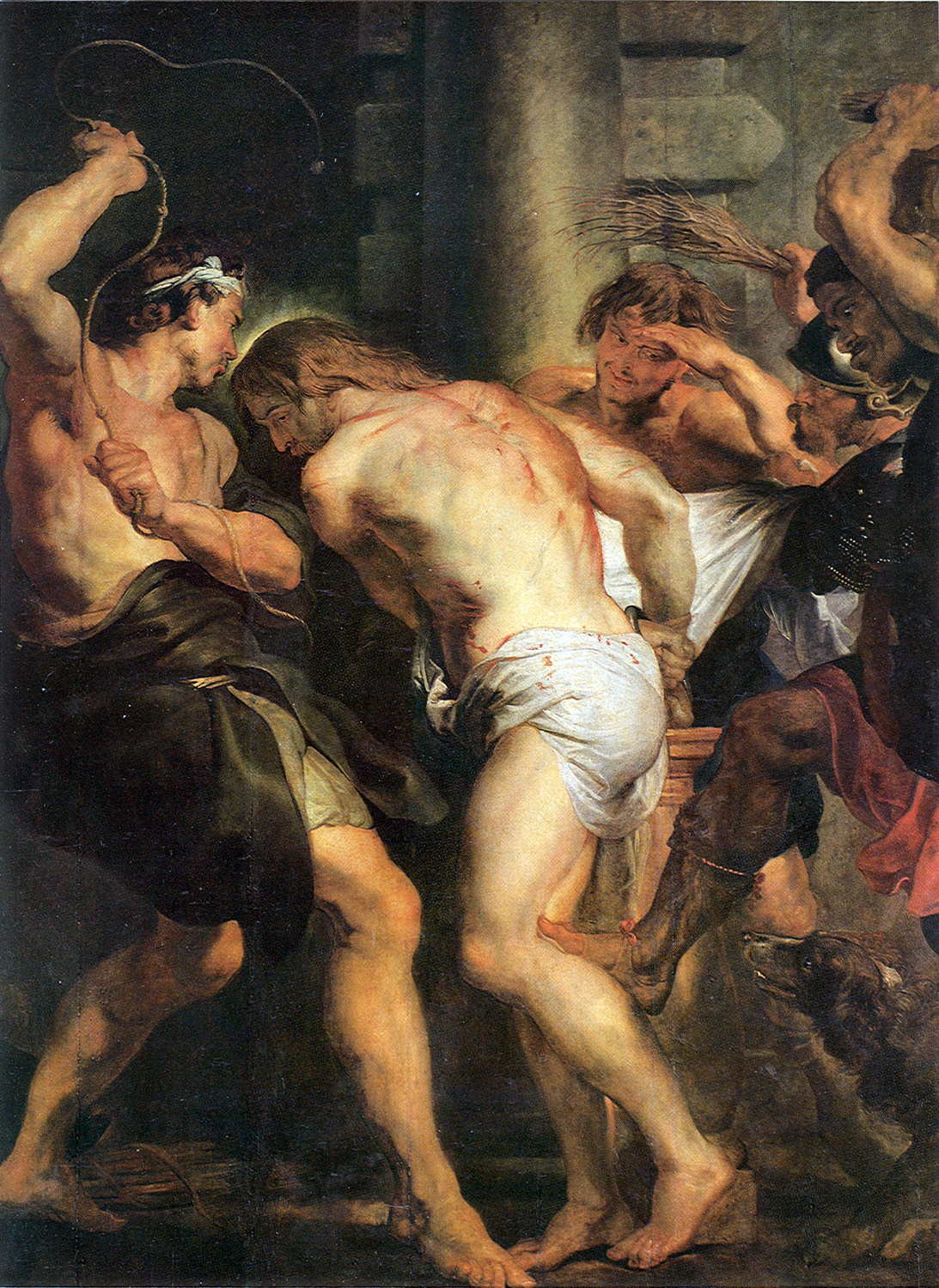
Flagelación de Cristo por Peter Paul Rubens

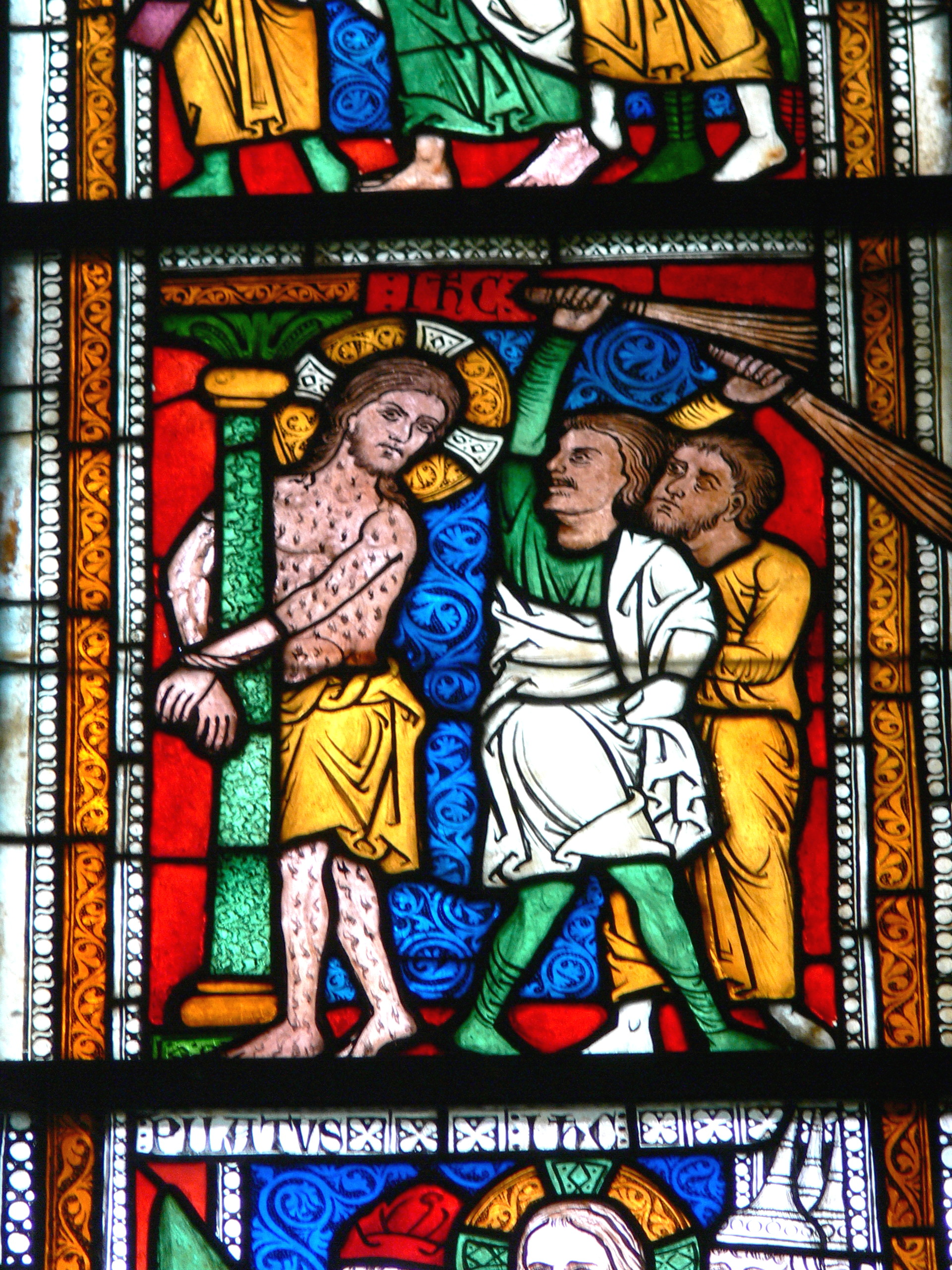
Vidrieras medievales en Suecia de la Iglesia de Dalhem, Suecia (c. 1240)

Cristo en la columna o Cristo atado a la columna es una escena evangélica y un tema iconográfico muy frecuente en el arte cristiano, dentro del ciclo de la Pasión.
La escena transcurre en el Pretorio de Jerusalén (el centro de poder romano, dirigido por Poncio Pilato), a donde Jesucristo ha llegado por segunda y última vez, tras su paso por distintas instancias (Anás, Caifás y Herodes). Es exhibido ante la multitud (escena denominada Ecce homo), que prefirió liberar a Barrabás antes que a él, y (bien antes o después de esa exhibición) es despojado de sus ropas (no debe confundirse esa escena con la de el expolio, que es la previa a la crucifixión), vestido con un rico manto (no debe confundirse con la túnica de Cristo) y atado a una columna, donde será sometido a burlas (relativas a su presunto delito: pretender ser "rey de los judíos" -INRI-) y torturas (entre ellas, la flagelación y la coronación de espinas, denominaciones iconográficas que a veces son totalmente identificables con ésta y a veces se diferencian con precisión).
Los pasajes evangélicos que tratan este asunto están en Mateo 27, Marcos 15, Juan 18 y 19, y Lucas 22 y 23 (en este evangelio la escena de golpes y burlas no se produce en el Pretorio, sino entre el prendimiento y la comparecencia ante Caifás).
La columna es a veces representada como una columna sustentante, que va de suelo a techo, o como una pequeña columna, de aproximadamente un metro de altura y provista de argollas. Cristo puede estar encadenado o atado a ella.
La Flagelación a manos de los romanos se menciona en tres de los cuatro Evangelios canónicos: Juan 19:1, Marcos 15:15, y Mateo 27:26, y era el preludio habitual a la crucifixión bajo la ley romana. Ninguno de los tres relatos es más detallado que el de Juan: "Entonces Pilato tomó a Jesús y lo hizo azotar" (NVI). El relato comparable de Lucas, Lucas 22:63-65 es de los guardias del Sumo Sacerdote golpeando y burlándose de Jesús. En la Pasión de Cristo, el episodio precede a la Burlas a Jesús y a la Coronación con espinas, que según los Evangelios sucedieron al mismo tiempo o inmediatamente después. A diferencia de la flagelación, éstos no formaban parte del proceso judicial romano normal.

## Galería de imágenes

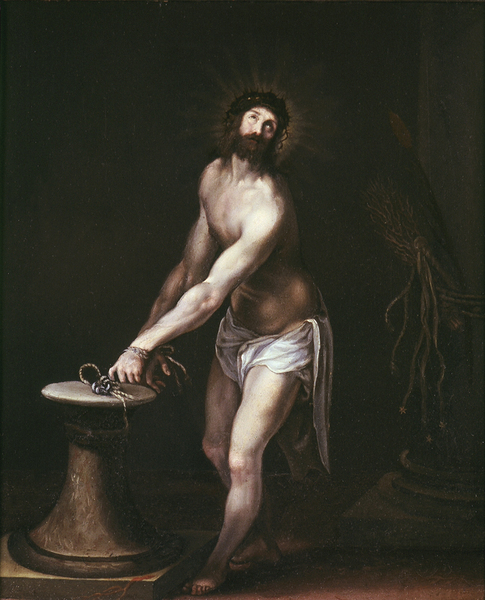
Flagelación de Cristo en la columna Pasquale Ottino
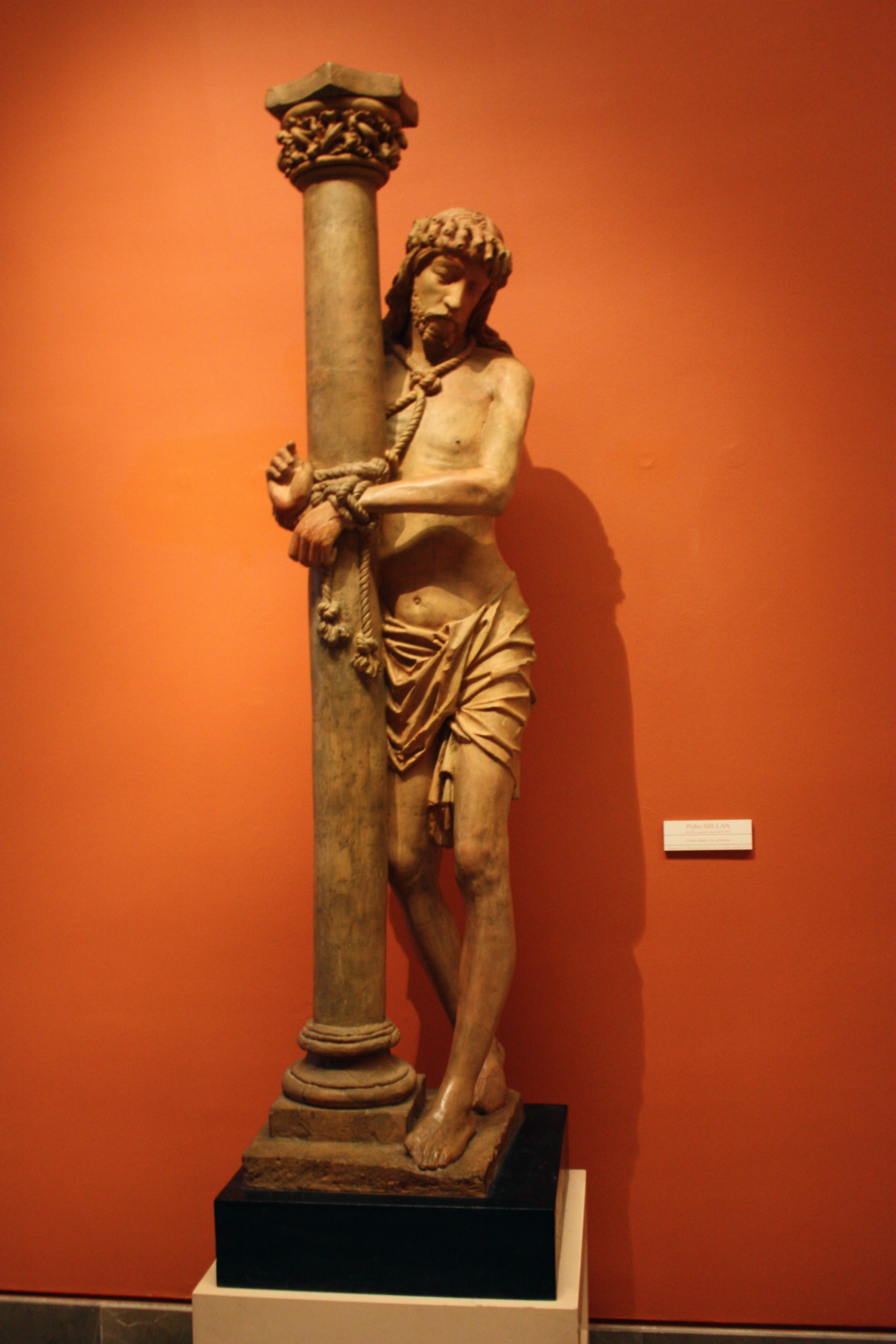
Pedro Millán (ca. 1500)
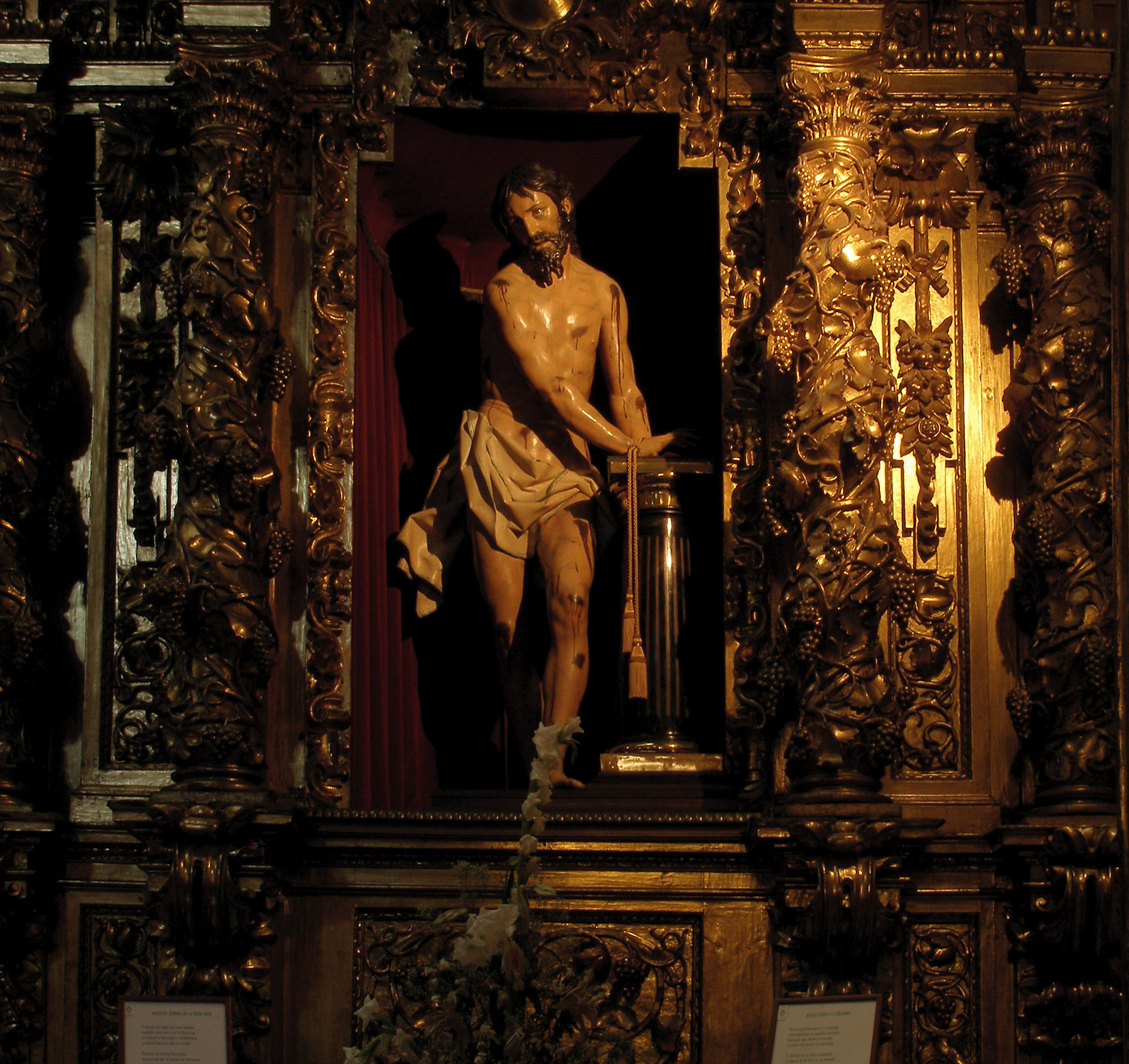
Gregorio Fernández (1619)
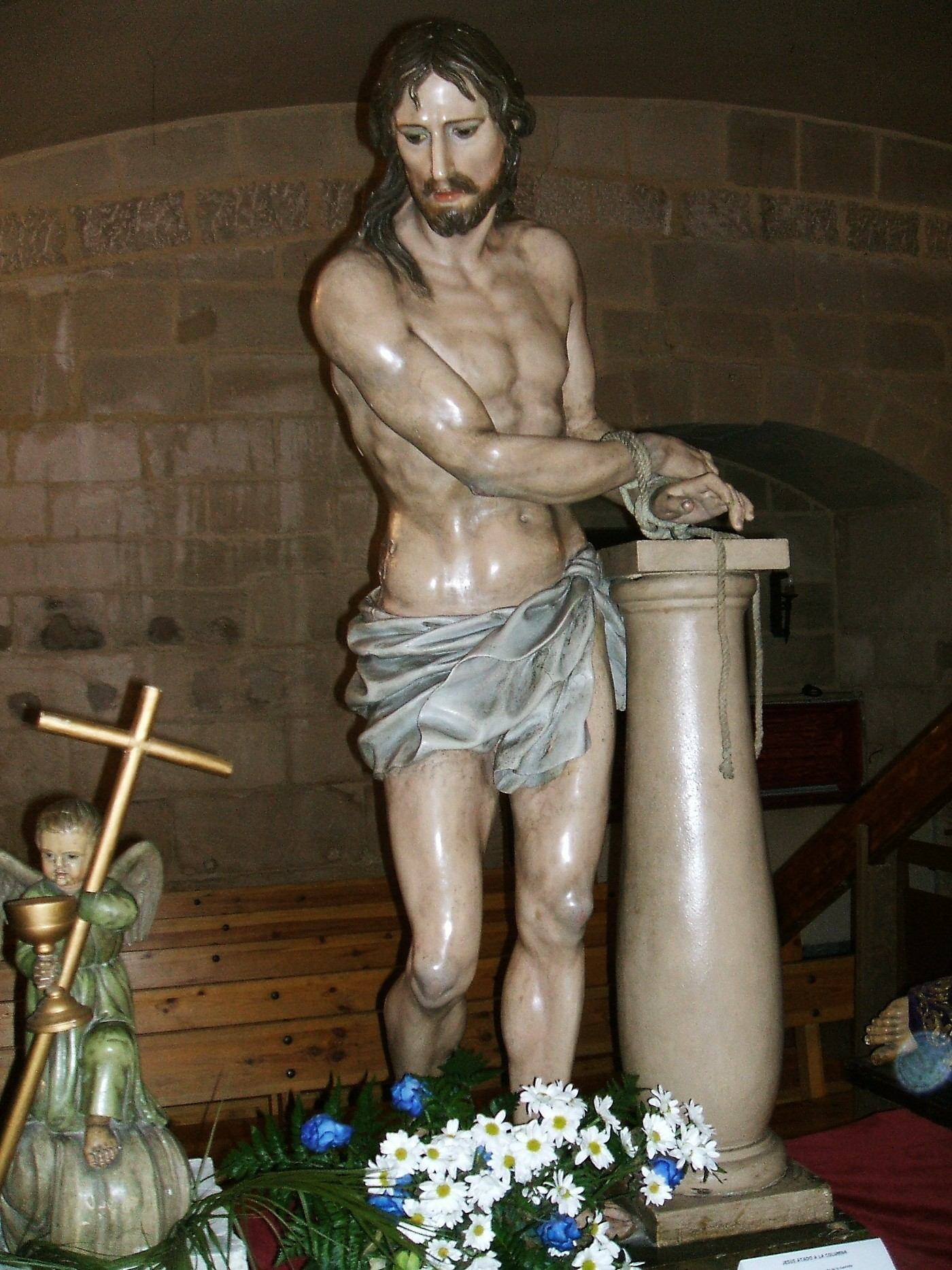
Bernardo de Cantolla (1689)
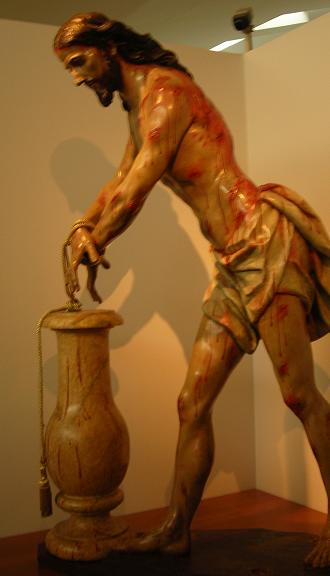
Salzillo (1756).
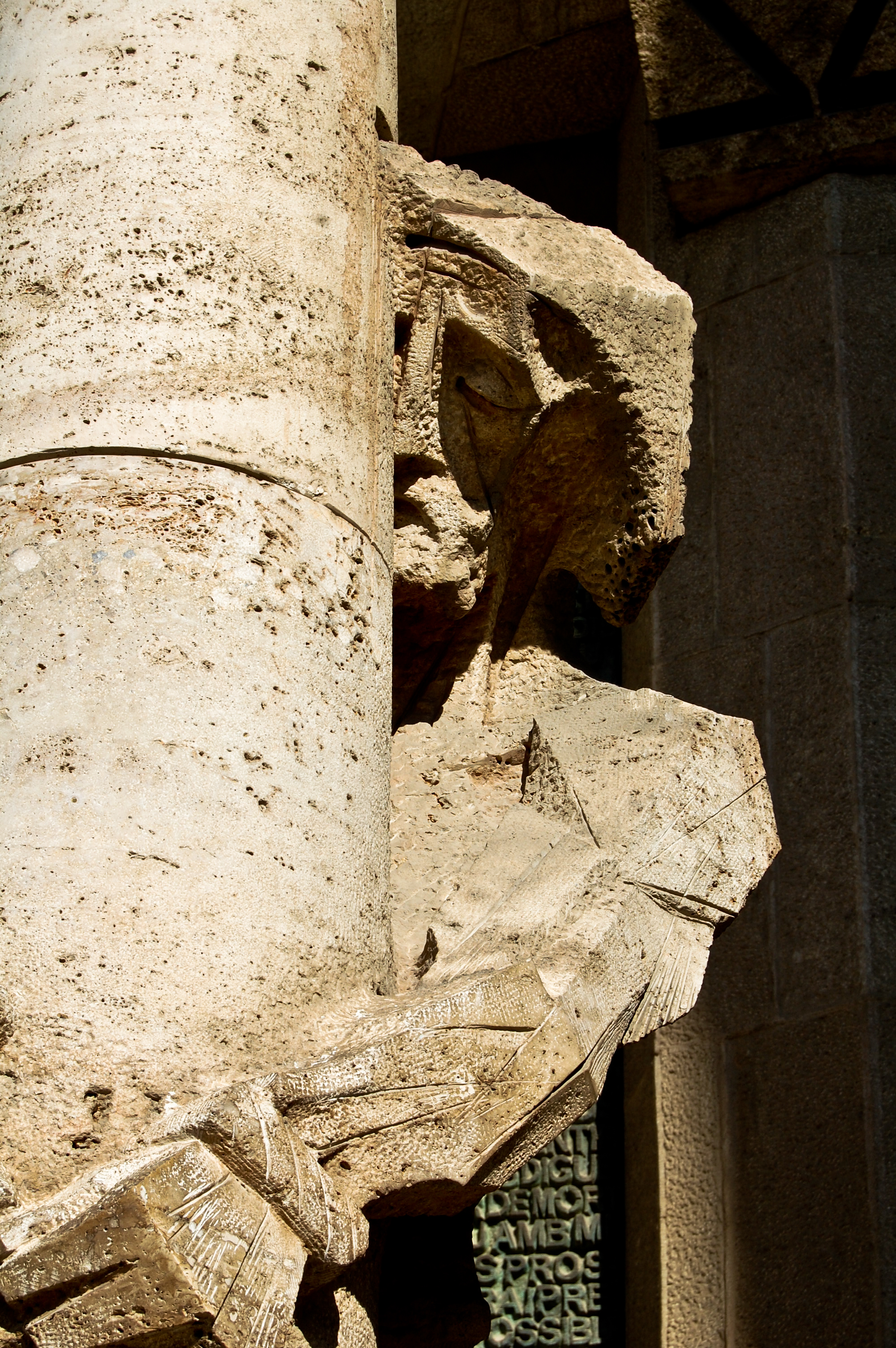
Josep Maria Subirachs, Sagrada Familia de Barcelona (fachada de la Pasión).

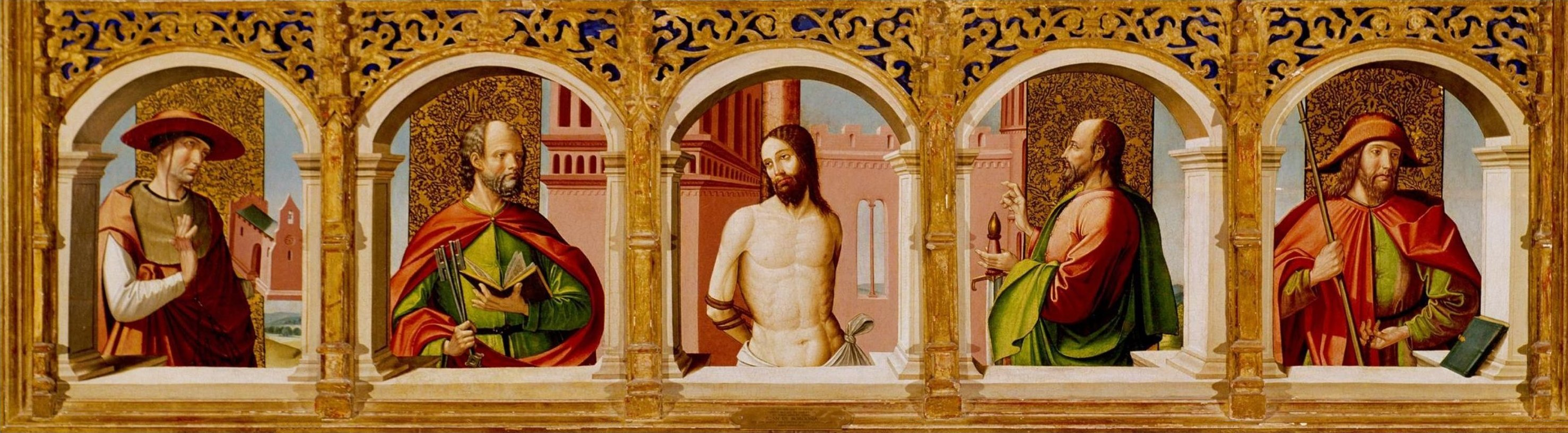
Cristo en la columna con cuatro santos, atribuido a Juan de Borgoña, h. 1500-1510.

## Retablos y capillas

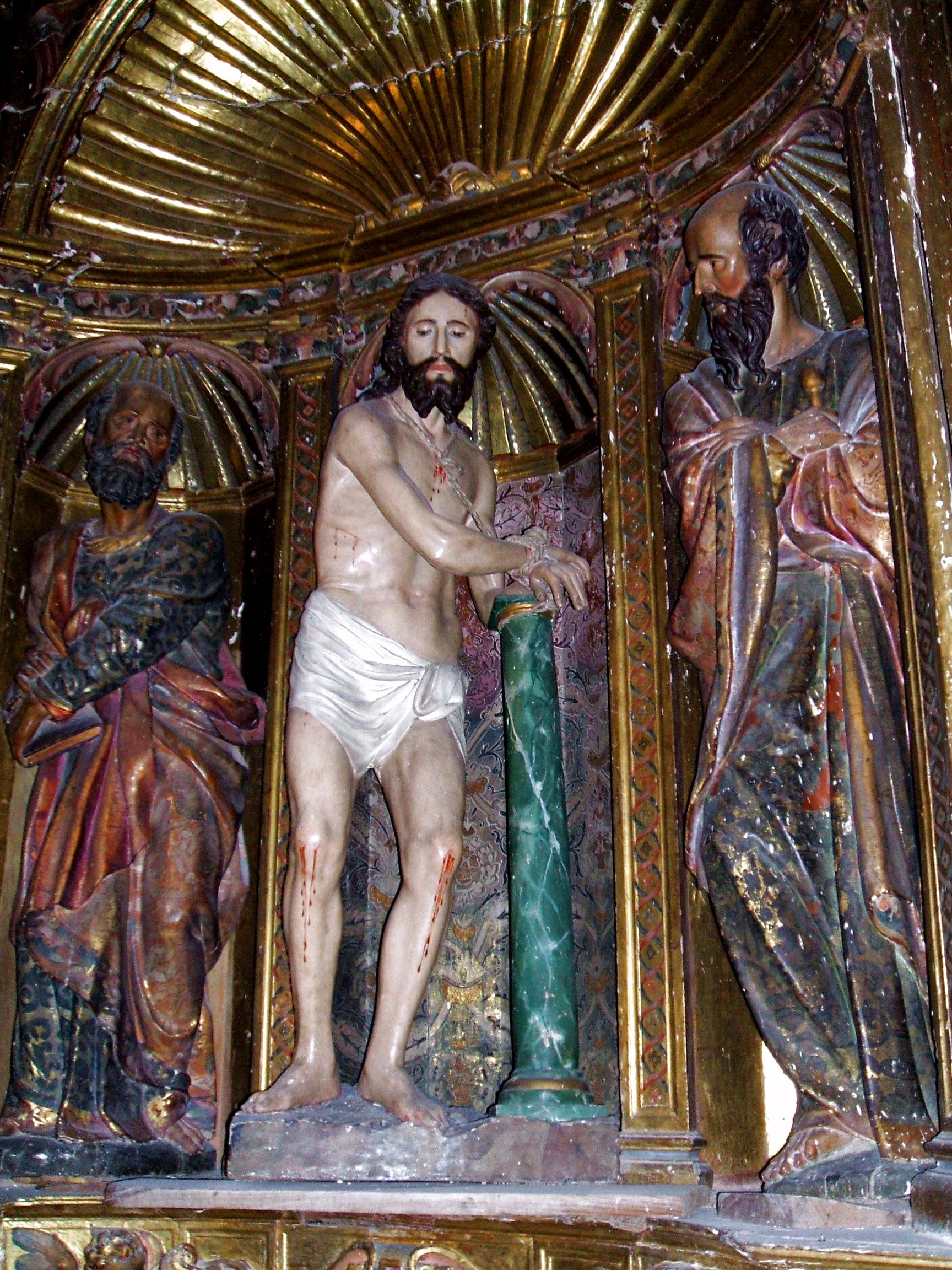
Colegiata de San Antolín, Medina del Campo (Juan de Picardo y Juan de Astorga, siglo XVI).
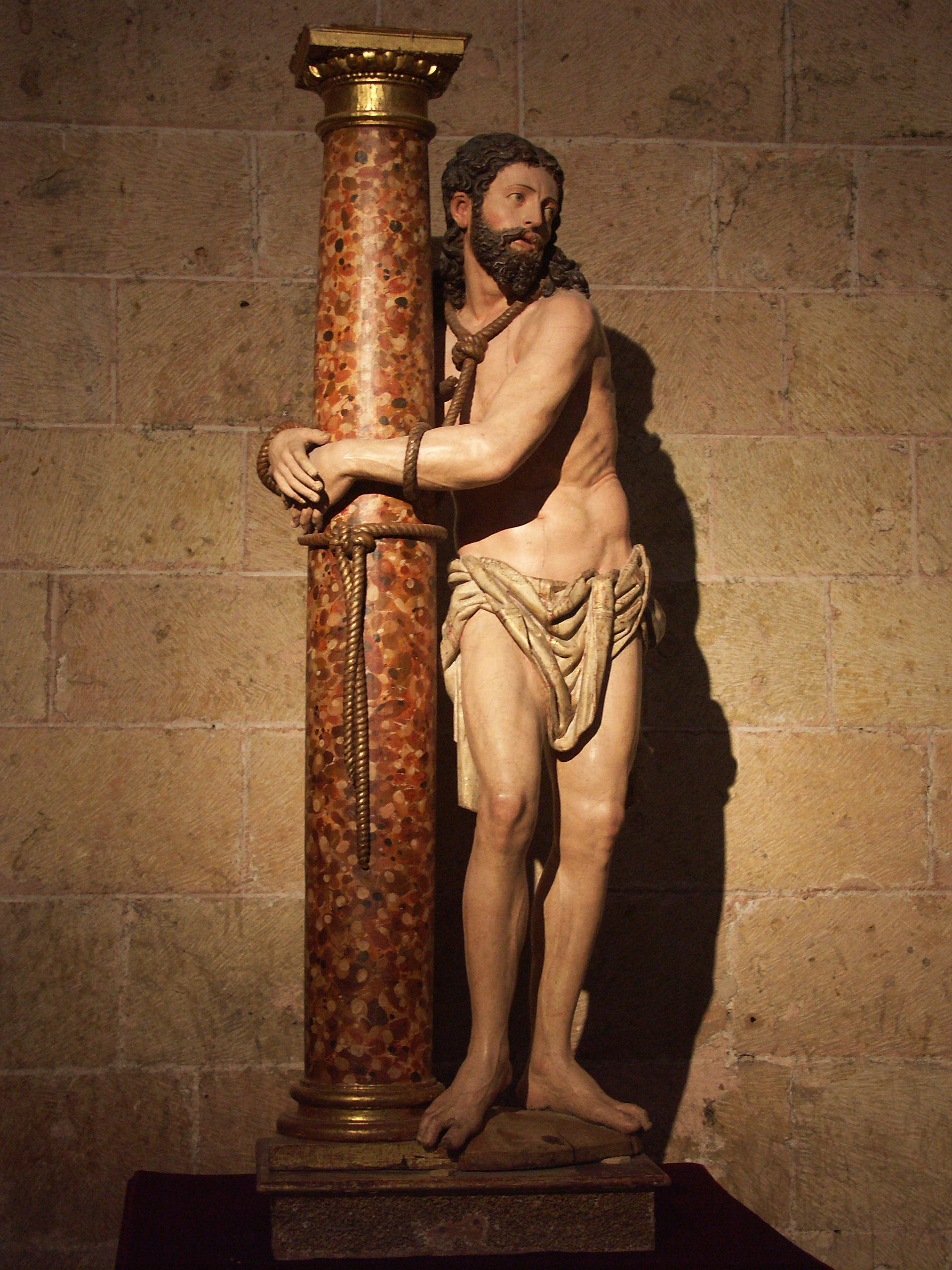
Retablo de San Pedro, Catedral de Segovia (talla inicialmente montada junto a la del apóstol arrepentido por haberle negado).
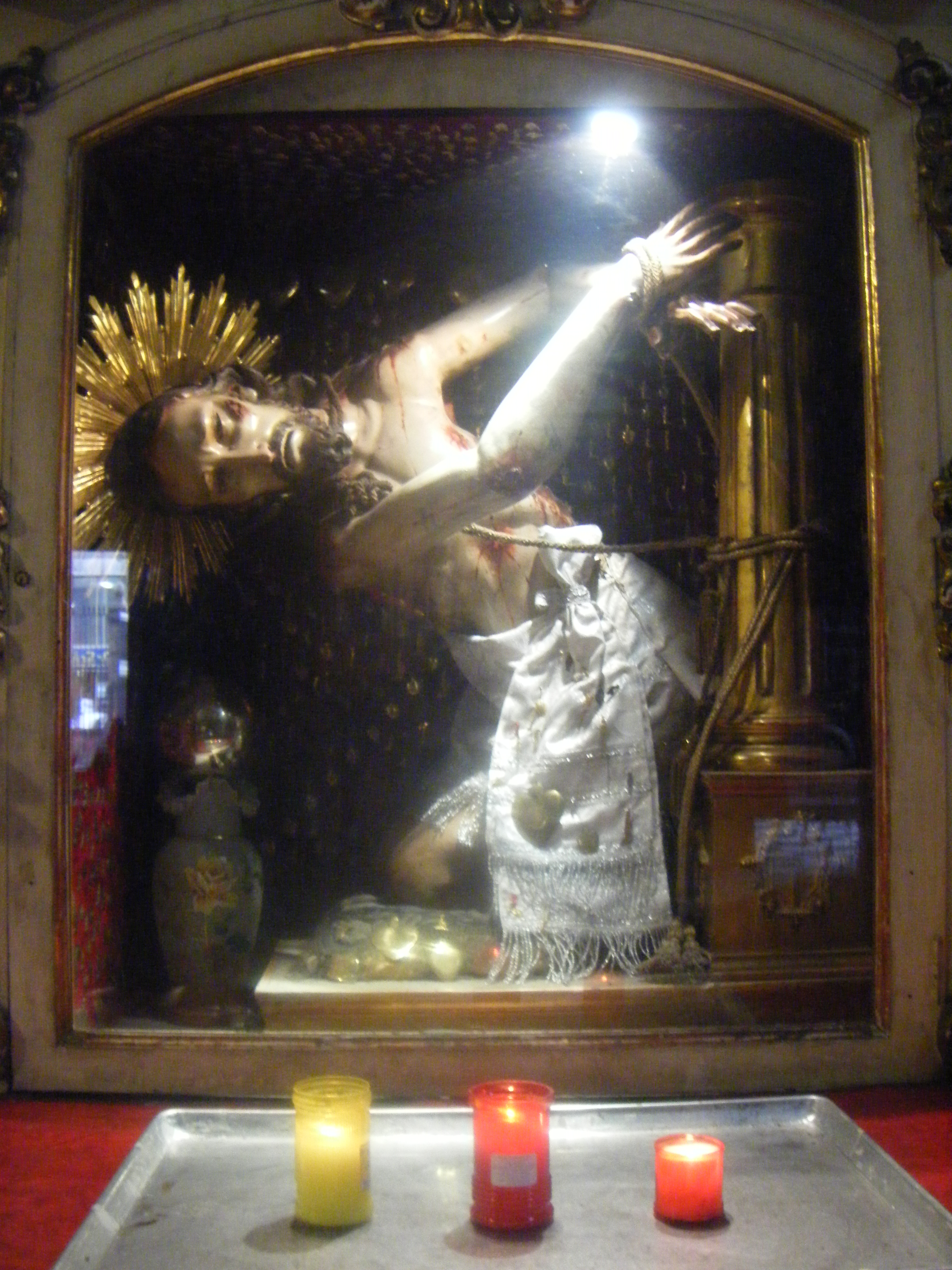
Oratorio de San Felipe Neri (llamado "La Profesa", Ciudad de México).
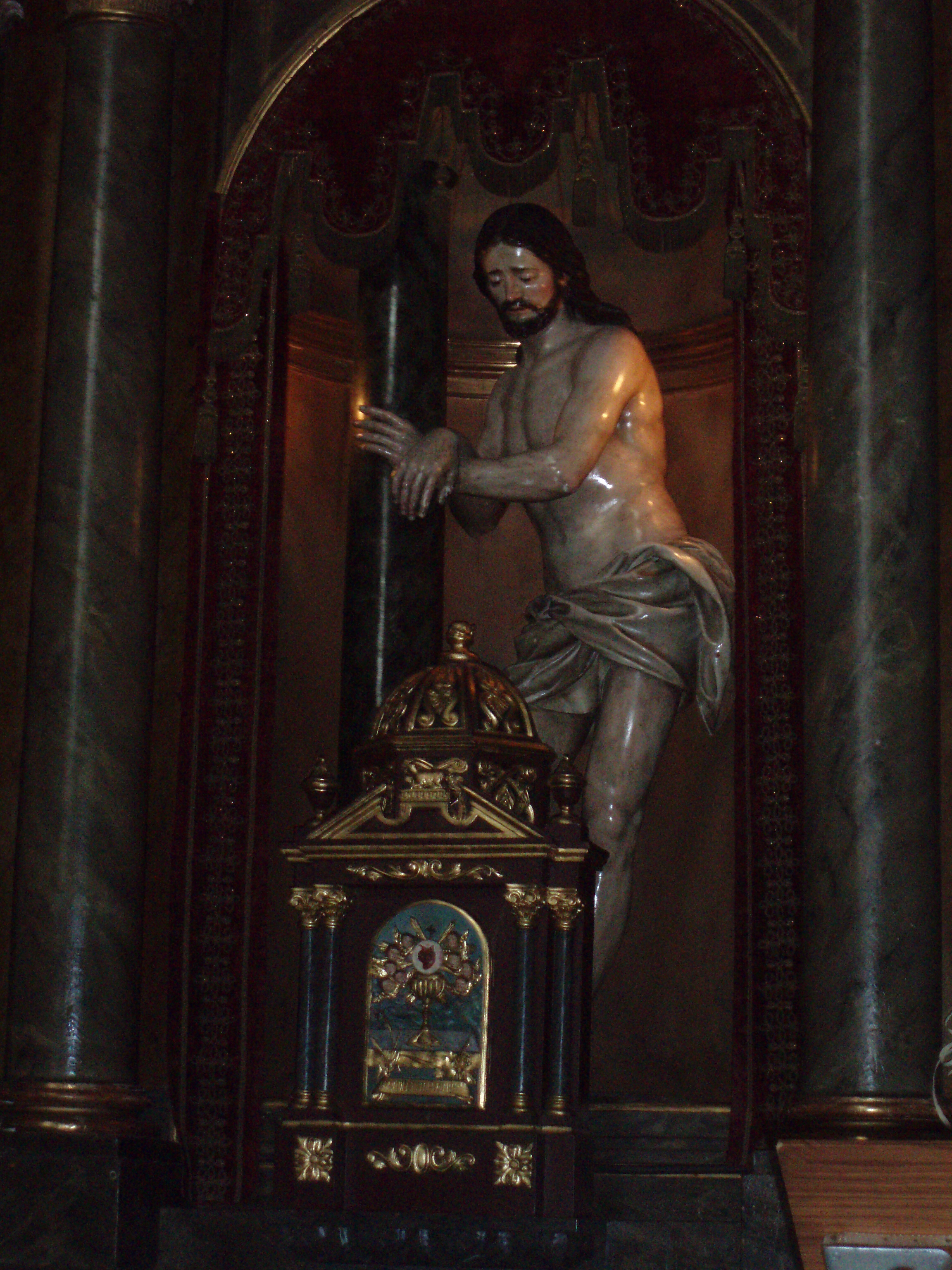
Catedral de Lugo (1804).
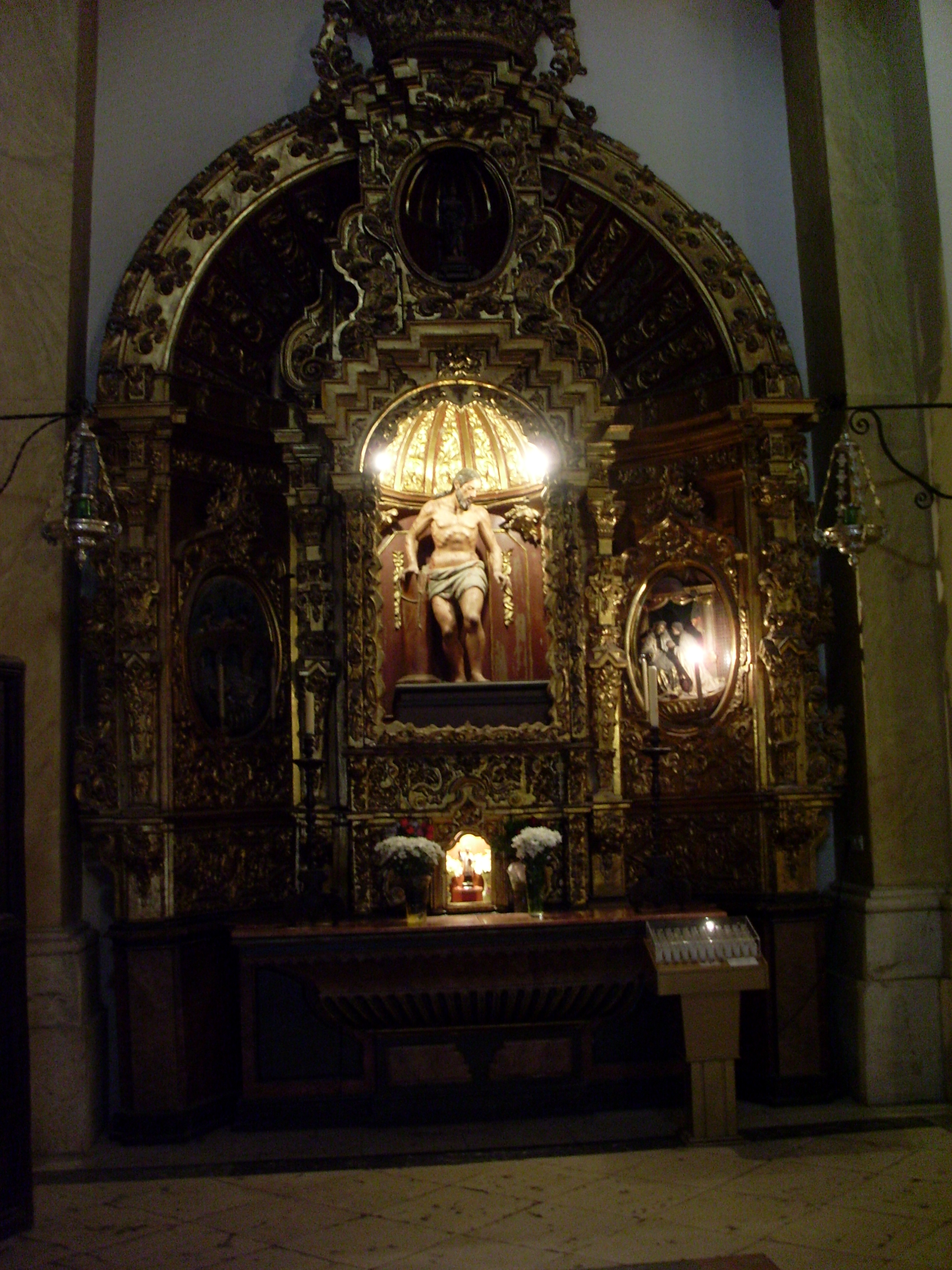
Iglesia de Santa María (Écija).

## Pasos y cofradías

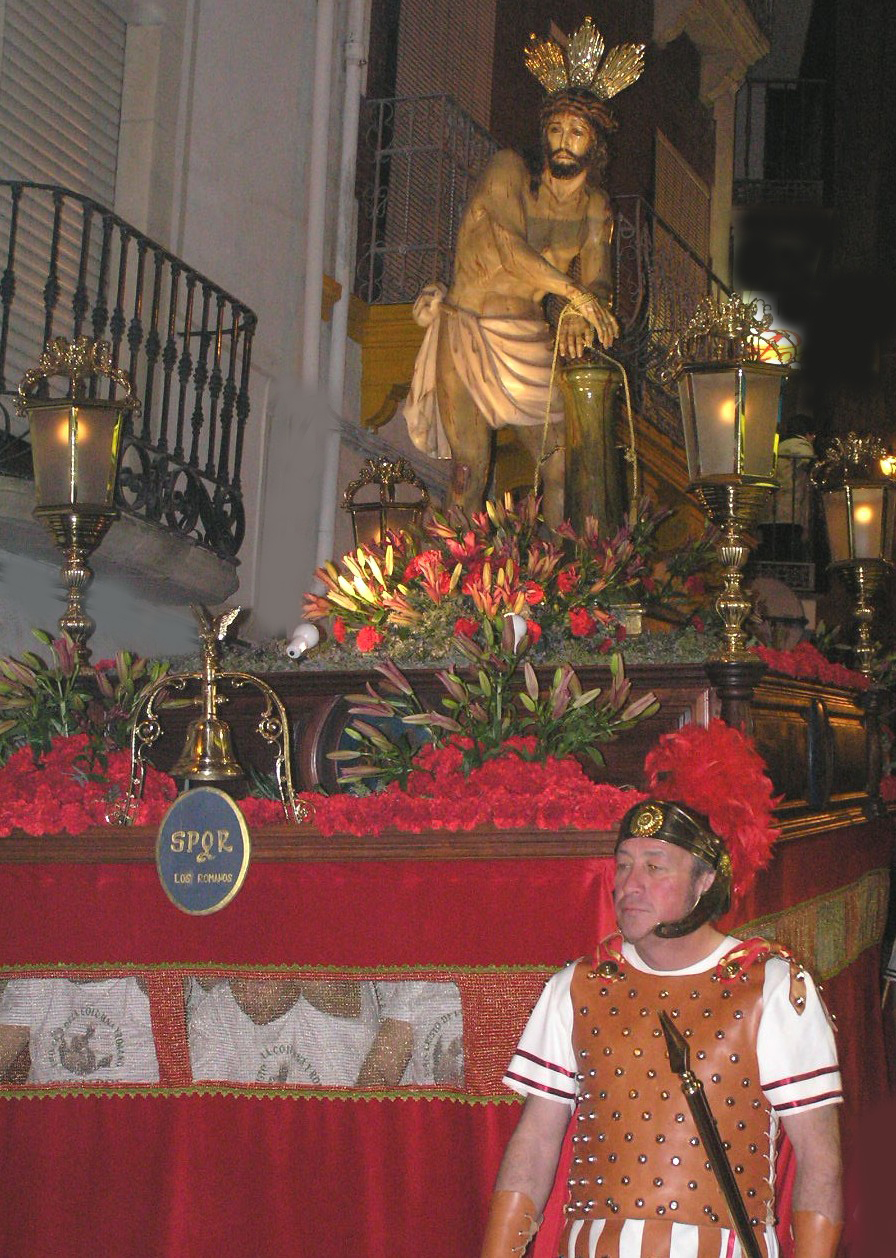
Beas de Segura.
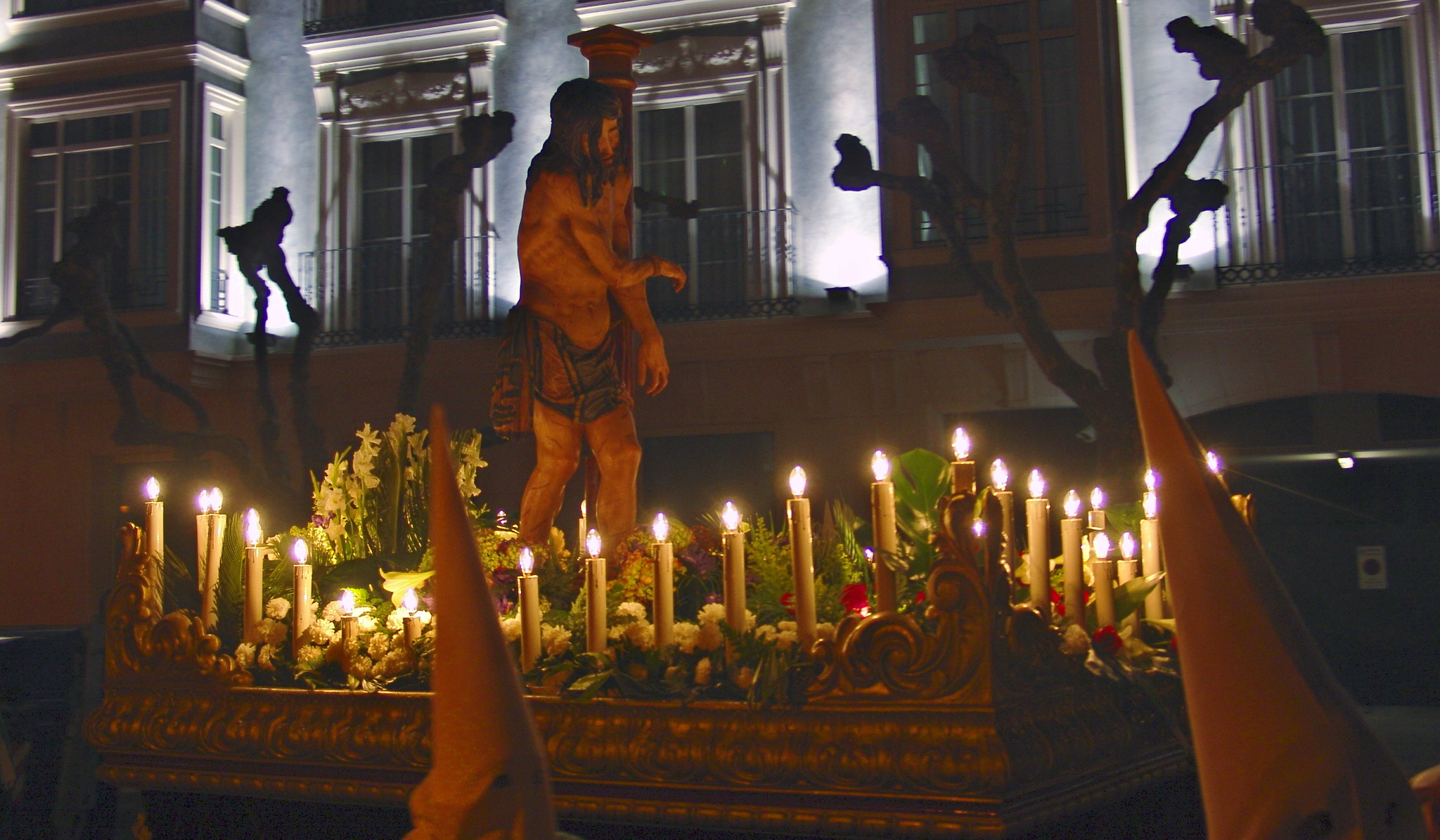
Burgos.
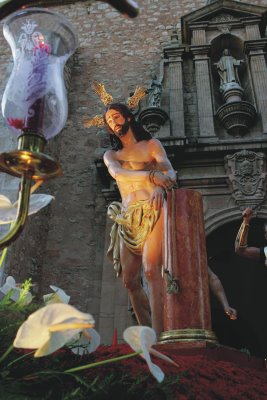
Daimiel.
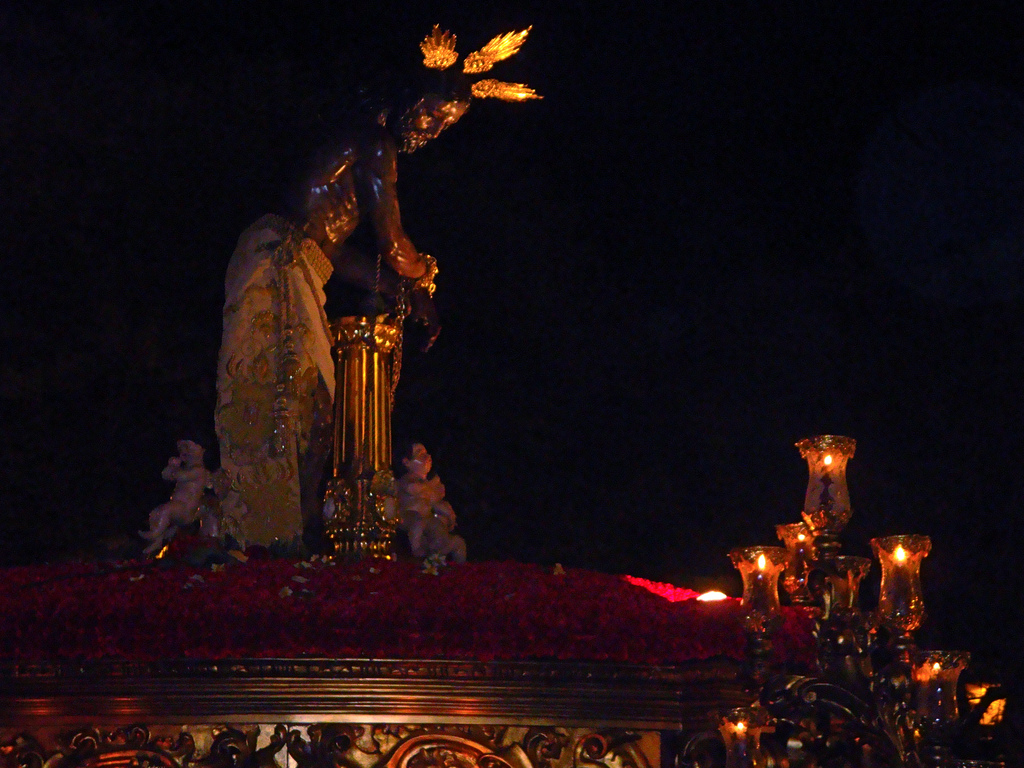
Málaga, Cristo de los gitanos, de Juan Vargas Cortés, 1933.
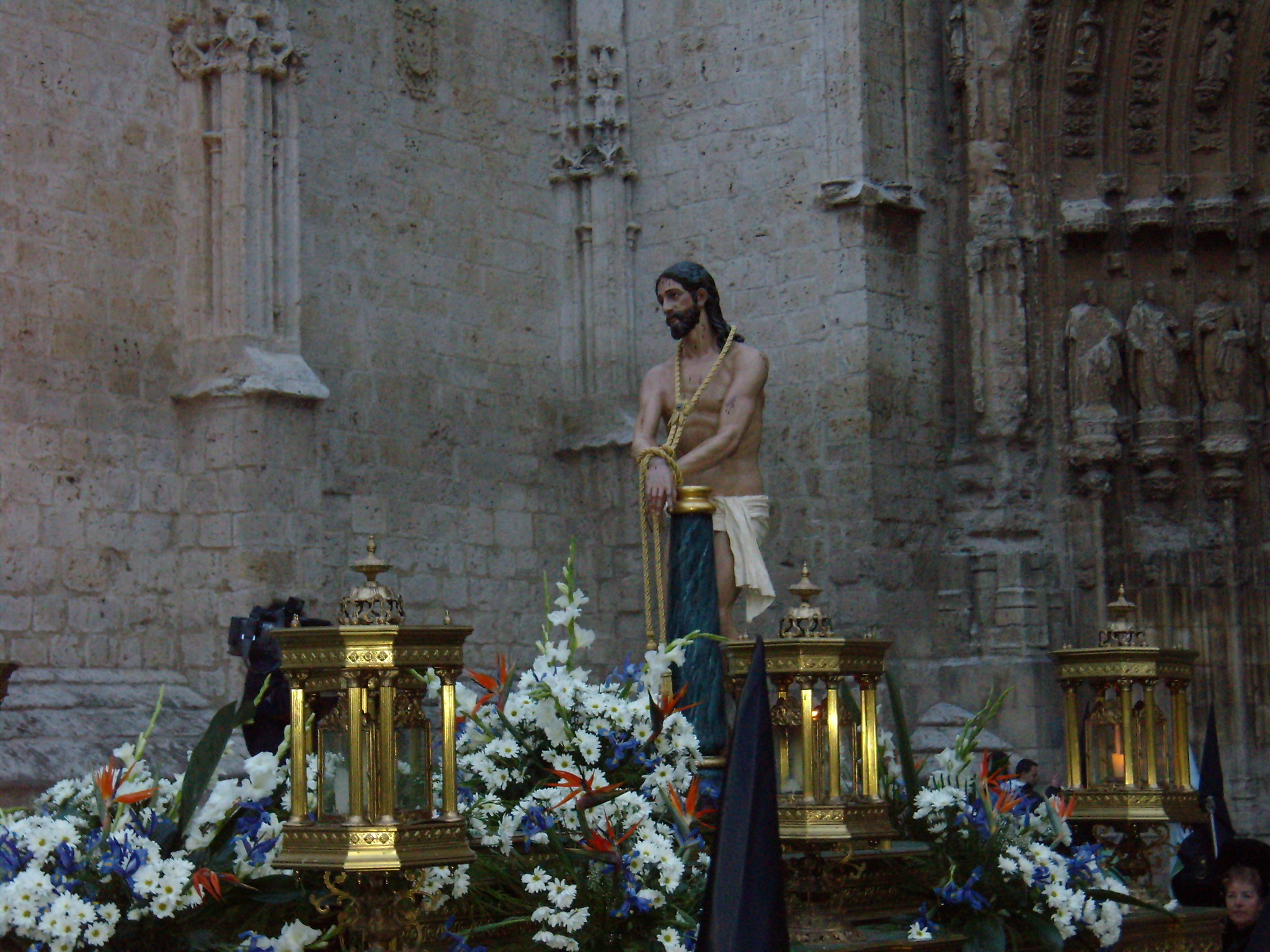
Palencia.